# Pharnace II (satrape)
Ne doit pas être confondu avec Pharnace II.
Pharnace II (en vieux perse : 𐎳𐎠𐎼𐎴𐎣, et en grec ancien : Φαρνάκης Β´), né et mort au Ve siècle av. J.-C. dans l'empire perse, est un satrape perse de l'époque achéménide appartenant à la dynastie des Pharnacides, qui dirige la Phrygie hellespontique de 430 à 413 av. J.-C.

## Biographie
Membre de la dynastie des Pharnacides, il est le fils de Pharnabaze Ier et le neveu (ou peut-être petit-fils selon certaines sources) d'Artabaze Ier.
Peu de choses sont connues à son sujet mais on sait que Pharnace est satrape en 430 av. J.-C., puisqu'il est mentionné que lors de la guerre du Péloponnèse, une ambassade de Péloponnésiens désiraient entrer en pourparler avec le roi perse achéménide Artaxerxès Ier, par l'intermédiaire de « Pharnacès, fils de Pharnabazos ». Il semble en effet jouer un rôle d'arbitre dans la guerre entre les Athéniens et les Péloponnésiens. En 422 av. J.-C., il accueille dans sa satrapie des habitants de Délos expulsés par les Athéniens.
Son mandat de satrape prend fin entre 414 et 412 av. J.-C., et son fils Pharnabaze II le remplace à la tête de la satrapie de Dascylion.

## Famille

### Mariage et enfants
De son mariage avec une femme inconnue, il eut :
- Pharnabaze II.

## Galerie

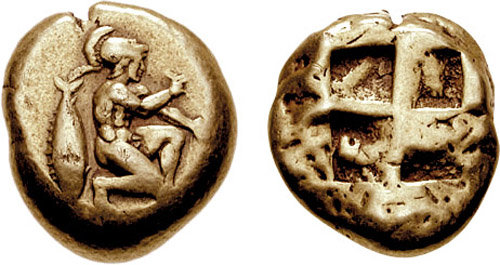
Monnaie de Phrygie hellespontique au temps de Pharnace, Cyzique, Mysie, vers 460-400 av. J.-C.
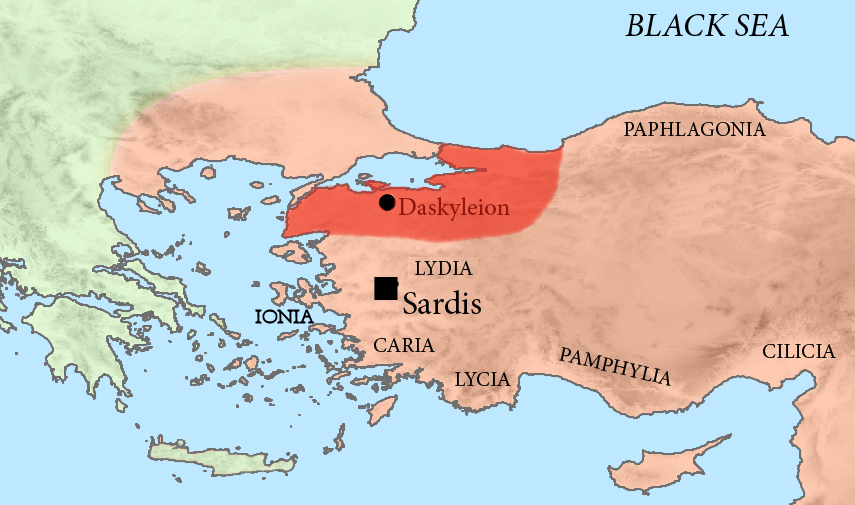
La satrapie de Phrygie hellespontique.

#### Sources antiques
- Thucydide, La Guerre du Péloponnèse [détail des éditions] [lire en ligne].

#### Ouvrages
- Pierre Debord, L'Asie mineure au IVe siècle av. J.-C. (412-323 a.C). Pouvoir et jeux politiques, Pessac, Ausonius Éditions, 1999, 557 p. (ISBN 2-910023-15-X, lire en ligne).
- Alexis Klein, Pharnabaze et les Pharnacides : une dynastie de satrapes sur les rives de la Propontide (Ve – IVe siècle av. J.-C.), Strasbourg, Université de Strasbourg, 2015 (lire en ligne).